# Allāhābād-e Dehqānī
Allāhābād-e Dehqānī (persiska: اللّه‌آباد دهقانی) är en ort i Iran.   Den ligger i provinsen Kerman, i den sydöstra delen av landet, 1 000 km sydost om huvudstaden Teheran. Allāhābād-e Dehqānī ligger 605 meter över havet och antalet invånare är 485.
Terrängen runt Allāhābād-e Dehqānī är platt.Runt Allāhābād-e Dehqānī är det glesbefolkat, med 17 invånare per kvadratkilometer. Närmaste större samhälle är Posht Lor, 13,5 km norr om Allāhābād-e Dehqānī. Omgivningarna runt Allāhābād-e Dehqānī är i huvudsak ett öppet busklandskap.